# المتعة والعذاب (فلم)
المتعة والعذاب  فيلم مصري، من إنتاج سنة 1971.

## قصة الفيلم
أربع فتيات كل منهن تجتاح حياتها عقدة نفسية ما الصداقة هي العلاقة الوحيدة المتينة بينهم، وهن أيضًا في صحبة دائمة. إحداهن تعانى من مرض السرقة، والأخرى تعانى عقدة التطلع وحب الشهرة، واثنتان تعانيان من الحرمان العاطفى الأولى مصممة أزياء والثانية موديل، وفي نفس الوقت تشعران بكراهية نحو الرجال، تقع الفتيات في قبضة ثلاثة شبان هم الآخرون في حالة كراهية مع النفس، يصور إحداهم الفتيات الأربعة عندما تقوم المصابة بعقدة السرقة بسرقة المجوهرات من محل كبير، ويبدأ في ابتزازهن، وابتزاز الشاب الذي يقع في غرام مصممة الأزياء، فيدفعه إلى سرقة خزانة شركته. في الوقت الذي يقوم البوليس بمحاولة السيطرة على الموقف، إلى أن يتم القبض على الجميع، بعد معرفة أمر السرقة التي اقتسموها واشترك فيها الجميع، وفي ذات الوقت تتخلص كل فتاة من عقداتها المصابة بها.

## بطولة
| - شمس البارودي: نانا - نور الشريف: عادل - صفاء أبو السعود: فيفي - سهير رمزي: الهام | - راوية عاشور: سلوى - سمير صبري: صبري - غسان مطر: عطوه - محمد حمدي: عصمت | - محمود رشاد: مدير شيكوريل - سيد عبد الله: عبد العظيم - أنور مدكور | - كمال الزيني - أمينة الشريعي - نوال هاشم |

## فريق العمل
| - مدير التصوير: محمود نصر - مونتير: جلال مصطفى - سيناريو: نيازى مصطفى - قصة وسيناريو وحوار: فيصل ندا | - مخرج: نيازى مصطفى - مخرج مساعد: شريف حمودة - التوزيع الداخلي: شركة أفلام السلام - التوزيع الخارجي: وكالة الجاعونى | - ماكيير: رشدى إبراهيم - مصور فوتوغرافيا: حسين بكر - منتج: افلام الاتحاد - إعداد الفيلم: ستوديو مصر | - مهندس المناظر: عباس حلمى - مهندس الصوت: كمال عبد الله - الطبع والتحميض: ستوديو مصر |

## وصلات خارجية
- مقالات تستعمل روابط فنية بلا صلة مع ويكي بيانات